# 爆撃機一覧
爆撃機一覧（ばくげききいちらん）は、各国で開発された爆撃機（攻撃機）を国別に一覧でまとめた物である。

## 凡例
- 本稿は全ての爆撃機を網羅した物ではない。
- 複数国が運用した爆撃機については開発国の項に記載した。
- 戦闘攻撃機・戦闘爆撃機についても取り上げた。
- 愛称が存在する物については横に併記した。
- 括弧内には爆撃機か攻撃機か一般的な呼称を記載した。

## 第一次世界大戦期の爆撃機

### ドイツ帝国
- ツェッペリン（飛行船）
- AEG G.IV
- AEG G.V
- ゴータ G.IV（爆撃機）
- ゴータ G.V
- ゴータ GL.VI（爆撃機）
- ツェッペリン・シュターケン R.VI
- ツェッペリン・シュターケン R.XIV

### イギリス
- ソッピース クックー
- ハンドレページ O
- ハンドレページ O/100（爆撃機）
- ハンドレページ O/400（爆撃機）
- ハンドレページ V/1500
- ショート ボマー
- エアコー DH.4
- エアコー DH.9

### フランス
- ヴォワザン LAS
- コードロン R4
- コードロン G.4
- ブレゲー 14
- ファルマン F.50

### イタリア
- カプロニ Ca.4（爆撃機）

### ロシア
- スヴャトゴール（爆撃機）
- イリヤー・ムーロメツ（爆撃機）

## 戦間期の爆撃機

### 大日本帝国
- 海軍
  - 一〇式艦上雷撃機
  - 一三式艦上攻撃機
  - 八九式艦上攻撃機
  - 九二式艦上攻撃機
  - 九六式艦上攻撃機
  - 九三式陸上攻撃機
  - 九五式陸上攻撃機
  - 九六式陸上攻撃機
  - 一式陸上攻撃機
  - 九四式艦上爆撃機
  - 九六式艦上爆撃機
  - 十一試艦上爆撃機
- 陸軍
  - 八七式軽爆撃機
  - 八七式重爆撃機（ドルニエ Do.N）
  - 八八式軽爆撃機
  - 九二式重爆撃機
  - 九三式重爆撃機
  - 九三式双発軽爆撃機
  - 九三式単発軽爆撃機
  - イ式重爆撃機
  - キ19（試作重爆撃機）
  - 九七式重爆撃機
  - 九七式軽爆撃機
  - 九八式軽爆撃機

### ドイツ
- Do 11（爆撃機）
- Do 13（爆撃機）
- Do 23（爆撃機）
- Hs 123（急降下爆撃機）
- He 45（爆撃機）
- He 50（爆撃機）
- He 119（爆撃機）
- ユンカース K 47
- Ju 52（輸送機・爆撃機）
- Ju 86（爆撃機・偵察機）

### イギリス
- 空軍
  - エアコー DH.10 アミアン
  - アブロ オルダーショット
  - ビッカース ビミー（爆撃機）
  - ビッカース ヴァージニア
  - ボールトンポール サイドストランド（爆撃機）
  - ボールトンポール オーヴァーストランド（爆撃機）
  - ホーカー ハート（爆撃機）
  - ハンドレページ ヘイフォード
  - ハンドレページ H.P.54 ハーロウ（爆撃機）
  - フェアリー ファーン
  - フェアリー ゴードン
  - フェアリー ヘンドン
  - ブリストル ボンベイ
  - ビッカーズ ヴィルデビースト（雷撃機）
- 海軍
  - ブラックバーン ダート
  - ブラックバーン リポン（雷撃機）
  - ブラックバーン バフィン（雷撃機）
  - ブラックバーン シャーク（雷撃機）
  - フェアリー シール
  - ハンドレページ H.P.31 ハーロウ（雷撃機）

### アメリカ合衆国
- 陸軍
  - ハフ・ダラントXB-1（爆撃機）-試作のみ
  - マーチンNBS-1（爆撃機）
  - カーチスB-2 コンドル（爆撃機）
  - キーストーンB-3（爆撃機）
  - エリアスXNBS-3（爆撃機）-試作のみ
  - キーストーンB-4（爆撃機）
  - キーストーンB-5（爆撃機）
  - キーストーンB-6（爆撃機）
  - ダグラスY1B-7（爆撃機）-試作のみ
  - フォッカーXB-8（爆撃機）-試作のみ
  - ボーイングY1B-9（爆撃機）-試作のみ
  - マーチンB-10（爆撃機）
  - ダグラスYB-11（爆撃機）-試作のみ
  - マーチンB-12（爆撃機）
  - マーチンYB-13（爆撃機）-試作のみ
  - マーチンXB-14（爆撃機）-試作のみ
  - ボーイングXB-15（爆撃機）-試作のみ
  - マーチンXB-16（爆撃機）-計画のみ
  - ダグラスB-18ボロ（爆撃機）
  - ダグラスXB-19ヘミスフィアガーディアン（爆撃機）-試作のみ
  - ボーイングY1B-20（爆撃機）-計画のみ
  - ノースアメリカンXB-21（爆撃機）-試作のみ
  - ダグラスXB-22（爆撃機）-計画のみ
  - ダグラスB-23ドラゴン（爆撃機）
  - カーチスA-12（攻撃機）
  - ノースロップA-17
  - カーチスA-18
  - バルティーYA-19
- 海軍
  - ダグラスDT
  - ダグラスT2D
  - マーチン BM
  - グレートレークス BG
  - カーチスSBC ヘルダイバー（急降下爆撃機）
  - ノースロップBT（急降下爆撃機）
  - ボートSB2U ビンジケーター（急降下爆撃機）

### ソビエト連邦
- TB-1
- TB-3（爆撃機）
- R-5（偵察爆撃機）
- SB（爆撃機）
- DB-3

### フランス
- ファルマンF.60
- ファルマン F.222
- ブロシュMB.200
- ブロシュMB.210
- アミオ 143
- ポテ 540
- ルバッスール PL 7
- ロワール・ニューポール LN.40

### オランダ
- フォッカー C.V
- フォッカー C.X

### チェコスロバキア
- アエロ A.11
- アエロ A.100
- レトフ Š-16

### ポーランド
- LWS LWS-4
- PZL P.23
- PZL P.37（爆撃機）

### イタリア
- アンサルド A.300
- ブレダ Ba.65
- サヴォイア・マルケッティ SM.81

### タイ
- ボリパトラ

## 第二次大戦期の爆撃機

### 日本
- 海軍
  - 九七式艦上攻撃機（艦上攻撃機）
  - 天山（艦上攻撃機）
  - 流星（艦上攻撃機）
  - 九九式艦上爆撃機（艦上爆撃機）
  - 彗星（艦上爆撃機）
  - 一式陸上攻撃機（陸上攻撃機）
  - 深山（陸上攻撃機）
  - 泰山（陸上攻撃機）-計画中止
  - 連山（陸上攻撃機）
  - 銀河（陸上爆撃機）
  - 晴嵐（水上攻撃機）
  - 明星（練習用爆撃機）
  - 富嶽（爆撃機）-計画中止（陸海軍共同）
  - 橘花（特殊攻撃機）-試験飛行のみ
  - 桜花（特殊攻撃機）
  - 梅花（特殊攻撃機）-計画のみ
  - 藤花（特殊攻撃機）
  - 神龍（特殊攻撃機）-計画のみ

- 陸軍
  - 九九式双発軽爆撃機（爆撃機）
  - 九九式襲撃機（爆撃機）
  - 百式重爆撃機 呑龍（爆撃機）
  - キ66試作急降下爆撃機（爆撃機）
  - 四式重爆撃機 飛龍（爆撃機）
  - キ71試作偵察襲撃機（爆撃機）
  - キ74試作遠距離偵察爆撃機（爆撃機）
  - キ91試作遠距離爆撃機（爆撃機）
  - キ93試作地上襲撃機（爆撃機）
  - キ112試作重爆撃機（爆撃機）-計画中止
  - キ119試作戦闘爆撃機（戦闘爆撃機）
  - キ174試作軽爆撃機（爆撃機）-計画のみ
  - キ201試作戦闘爆撃機 火龍（戦闘爆撃機）-計画のみ
  - キ115 特殊攻撃機「剣」（特殊攻撃機）

### ドイツ
- Ju 88（爆撃機）
- Ju 188（爆撃機）
- Ju 388（爆撃機）
- He111（爆撃機）
- He 177（爆撃機）
- Ar 234（爆撃機）
- Do 17（爆撃機）
- Do 215（爆撃機）
- Do 217（爆撃機）
- Fw 200（哨戒爆撃機）
- Ho 229（ステルス爆撃機）
- Fi 167（艦上爆撃機）
- Ju 87（急降下爆撃機）
- Hs 132（急降下爆撃機）
- He 115（水上雷撃機）
- Hs 129（対地攻撃機）
- Ju 187（爆撃機）-計画のみ
- Ju 287（爆撃機）-試作のみ
- Me 264 -試作のみ
- He 118 - 試作のみ

- Silbervogel -計画のみ

### イタリア
- サヴォイア・マルケッティ SM.79（爆撃機）
- フィアット BR.20（爆撃機）
- サヴォイア・マルケッティ SM.84（爆撃機）
- サヴォイア・マルケッティ SM.85（急降下爆撃機）
- カント Z.1007bis（爆撃機）
- ピアッジョ P.108（爆撃機）
- ブレダ Ba.88（戦闘爆撃機）
- カント Z.1018（爆撃機）

### ルーマニア
- JRS-79（爆撃機）
- IAR-81（戦闘爆撃機）

### ブルガリア
- DAF-10

### アメリカ
- 陸軍航空隊（後に陸軍航空軍）
  - ボーイングB-17 フライングフォートレス（爆撃機）
  - コンソリデーテッドB-24 リベレーター（爆撃機）
  - ノースアメリカンB-25 ミッチェル（爆撃機）
  - マーチンB-26 マローダー（爆撃機）
  - マーチンXB-27（爆撃機）-計画のみ
  - ノースアメリアカンXB-28（爆撃機） -試作のみ
  - ボーイングB-29 スーパーフォートレス（爆撃機）
  - ロッキードXB-30（爆撃機） -計画のみ
  - ダグラスXB-31（爆撃機） -計画のみ
  - コンソリデーテッドB-32 ドミネーター（爆撃機）-試作のみ
  - マーチンXB-33スーパーマローダー（爆撃機） -計画のみ
  - ロッキードB-34 ベンチュラ（哨戒爆撃機）
  - ロッキードB-37 ベンチュラ（哨戒爆撃機）
  - ボーイングXB-38 フライングフォートレス（爆撃機）-試作のみ
  - ボーイングXB-39 スーパーフォートレス（爆撃機）-試作のみ
  - ボーイングYB-40 フライングフォートレス（爆撃機）-試作のみ
  - コンソリデーテッドXB-41 リベレーター（爆撃機）-試作のみ
  - ダグラスA-20 ハボック（攻撃機）
  - ステアマンXA-21 -試作のみ
  - マーチンXA-22メリーランド
  - ダグラスA-26 インベーダー（攻撃機）
  - ロッキードA-28 ハドソン（哨戒爆撃機）
  - マーチンA-30 バルチモア
  - ヴァルティーA-31/A-35 ベンジャンス
  - ブリュースターXA-32 -試作のみ
  - ビーチXA-38 グリズリー -試作のみ
  - バルティーXA-41 -試作のみ

- 海軍
  - SBD ドーントレス（急降下爆撃機）
  - SB2C ヘルダイバー（急降下爆撃機）
  - SBA/SBN（急降下爆撃機）
  - SB2A バッカニア（急降下爆撃機）
  - TBD デバステイター（雷撃機）
  - XTB2D スカイパイレート（雷撃機）
  - TBF/TBM アベンジャー（雷撃機）
  - TBU/TBY シーウルフ（雷撃機）
  - BTD デストロイヤー（雷撃機）
  - PV ベンチュラ
  - PV-2ハープーン（哨戒爆撃機）
  - XBTK

### イギリス
- 空軍
  - アームストロング・ホイットワース ホイットレイ（爆撃機）
  - ブリストル ブレニム（爆撃機）
  - ビッカース ウェルズレイ（爆撃機）
  - ビッカース ウォリック
  - ブラックバーン ボウタ（偵察爆撃機）
  - ビッカース ウェリントン（爆撃機）
  - ビッカース ウィンザー（爆撃機）
  - ハンドレページ ハリファックス（爆撃機）
  - ハンドレページ ハンプデン（爆撃機）
  - ショート スターリング（爆撃機）
  - アブロ マンチェスター（爆撃機）
  - デ・ハビランド モスキート（爆撃機）
  - アブロ ランカスター（爆撃機）
  - フェアリー バトル（攻撃機）
  - ブリストル ボーフォート（雷撃機）
  - ブリストル バッキンガム（爆撃機）

- 海軍
  - ブラックバーン スクア（爆撃機）
  - フェアリー ソードフィッシュ（雷撃機）
  - フェアリー アルバコア（雷撃機）
  - フェアリー バラクーダ（雷撃機）
  - フェアリー スピアフィッシュ（雷撃機）
  - スーパーマリン 322

### ソビエト連邦
- Pe-2（爆撃機）
- Pe-8（爆撃機）
- Yer-2（爆撃機）
- Ar-2（爆撃機）
- Tu-2（爆撃機）
- Il-2（攻撃機）
- Il-4
- Il-6
- Il-10（攻撃機）
- Su-2（攻撃機）
- Su-6（攻撃機）
- Yak-2
- Yak-4

### フランス
- リオレ・エ・オリビエLeO451（爆撃機）
- アミオ 354（爆撃機）
- ブロシュMB.131
- ブレゲーBr690/691/693（爆撃機/戦闘爆撃機）
- ロワール・ニューポールLN401/411（爆撃機）
- ラテコエールLate298（雷撃機）

### オランダ
- フォッカー T.V
- フォッカー T.VIII-W

### チェコスロバキア
- アエロ A.300
- アエロ A.304
- アビア B-71（爆撃機）

### スウェーデン
- サーブ 17
- サーブ 18

## 第二次世界大戦終結〜朝鮮戦争期の爆撃機

### アメリカ合衆国
- 空軍
  - ノースロップYB-35（爆撃機）-試作のみ
  - コンヴェアB-36 ピースメーカー（爆撃機）
  - ダグラスXB-42 ミックスマスター（爆撃機）-試作のみ
  - ダグラスXB-43 ジェットマスター（爆撃機）-試作のみ
  - ボーイングXB-44 スーパーフォートレス（爆撃機）-試作のみ
  - ノースアメリカンB-45 トーネード（爆撃機）
  - コンヴェアXB-46（爆撃機）-試作のみ
  - ボーイングB-47 ストラトジェット（爆撃機）
  - マーチンXB-48（爆撃機）-試作のみ
  - ノースロップYB-49（爆撃機）-試作のみ
  - ボーイングB-50 スーパーフォートレス（爆撃機）
- 海軍
  - ダグラスA-1 スカイレイダー（攻撃機）
  - ダグラスA2D スカイシャーク（攻撃機）-試作のみ
  - マーチンAM モーラー（攻撃機）
  - ノースアメリカンAJ サベージ（攻撃機）

### イギリス
- 空軍
  - ブリストル ブリガンド（爆撃機）
  - アブロ リンカーン（爆撃機）
  - イングリッシュ・エレクトリック キャンベラ（爆撃機）
  - ショート スペリン（爆撃機）

- 海軍
  - ブラックバーン ファイアブランド（戦闘雷撃機）
  - ウェストランド ワイバーン（戦闘雷撃機）

### フランス
- シュドウエスト SO4050ボートゥール

### スペイン
- CASA 2.111（爆撃機・偵察爆撃機）

### ソビエト連邦
- Il-28（爆撃機）
- Tu-4（爆撃機）
- Tu-14
- Tu-91

### 中華人民共和国
- H-5

## 冷戦前半期の爆撃機（朝鮮戦争終結後〜ベトナム戦争期）

### アメリカ合衆国
- 空軍
  - リパブリックF-105 サンダーチーフ（戦闘爆撃機）
  - ジェネラル・ダイナミクスFB-111 アードヴァーク（戦闘爆撃機）
  - マーチンXB-51（爆撃機）-試作のみ
  - ボーイングB-52 ストラトフォートレス（爆撃機）
  - コンヴェアXB-53（爆撃機）-計画のみ
  - ボーイングB-54（爆撃機）-計画のみ
  - ボーイングXB-55（爆撃機）-計画のみ
  - ボーイングXB-56（爆撃機）-計画のみ
  - マーチンB-57（爆撃機）
  - コンヴェアB-58 ハスラー（爆撃機）
  - ボーイングXB-59（爆撃機）-計画のみ
  - コンヴェアYB-60（爆撃機）-試作のみ
  - ダグラスB-66 デストロイヤー（爆撃機）
  - マーチンXB-68（爆撃機）-計画のみ
  - ロッキードRB-69（偵察爆撃機）
  - ノースアメリカンB-70 バルキリー（爆撃機）-試作のみ
  - ロッキードB-71 ブラックバード（爆撃機）-計画のみ
  - セスナA-37 ドラゴンフライ（攻撃機）

- 海軍
  - ダグラスA-3 スカイウォーリア
  - ダグラスA-4 スカイホーク（攻撃機）
  - ノースアメリカンA-5 ヴィジランティ（攻撃機）
  - グラマンA-6 イントルーダー（攻撃機）
  - LTVA-7 コルセア II（攻撃機）

### イギリス
- スーパーマリン シミター（攻撃機）
- ブラックバーン バッカニア（攻撃機）
- 3Vボマー
  - ビッカース ヴァリアント（爆撃機）
  - ハンドレページ ヴィクター（爆撃機）
  - アブロ バルカン（爆撃機）
- ホーカー・シドレー ハリアー（攻撃機）
- BAe シーハリアー（攻撃機）
- BAC TSR-2（爆撃機）-試作のみ

### フランス
- ダッソーミラージュIV（爆撃機）

### ソビエト連邦
- M-4（爆撃機）
- M-50（爆撃機）-試作のみ
- Su-7（戦闘爆撃機）
- Tu-16（爆撃機）
- Tu-22（爆撃機）
- Tu-95（爆撃機）
- Yak-26（爆撃機）
- Yak-28（爆撃機）

### 中華人民共和国
- H-6
- Q-5

## 冷戦後半期の爆撃機（ベトナム戦争後〜20世紀後半）

### アメリカ合衆国
- 空軍
  - ノースロップYA-9（攻撃機） -試作のみ
  - フェアチャイルドA-10 サンダーボルトII（攻撃機）
  - ロックウェルB-1 ランサー（爆撃機）
  - ロッキードF-117 ナイトホーク（攻撃機）
  - マクドネルダグラスF-15E ストライクイーグル（戦闘爆撃機）
  - ジェネラル・ダイナミクスF-16XL（戦闘爆撃機）-試作のみ
- 海軍
  - マクドネルダグラス F/A-18 ホーネット（戦闘攻撃機）

### イギリス
- BAe ホークMk.100/ホークMk.200（攻撃機）

### 国際共同開発
- パナヴィア トーネード IDS（攻撃機）
- SEPECAT ジャギュア（攻撃機）
- ダッソー/ドルニエ アルファジェット（攻撃機）
- AMXインターナショナル AMX（攻撃機）
- IAR-93/J-22
- マクドネルダグラス/BAeハリアーII（攻撃機）

### フランス
- ダッソーシュペルエタンダール（攻撃機）
- ダッソーミラージュ2000N（戦闘爆撃機）

### 日本
- 三菱F-1（支援戦闘機）

### アルゼンチン
- FMA IA 58 プカラ（攻撃機）

### ソビエト連邦
- MiG-23BN（戦闘爆撃機）
- MiG-27（戦闘爆撃機）
- Su-17（戦闘爆撃機）
- Su-24（戦闘爆撃機）
- Su-25（攻撃機）
- Tu-22M（爆撃機）
- Tu-160（爆撃機）

### 中華人民共和国
- Q-6
- JH-7

## 冷戦崩壊後、21世紀初頭の爆撃機

### アメリカ
- ノースロップB-2 スピリット（爆撃機）
- マクドネルダグラス/ジェネラル・ダイナミクスA-12 アベンジャーII（攻撃機）-計画のみ
- ボーイングF/A-18E/F スーパーホーネット（戦闘攻撃機）
- ロッキード・マーチンFB-22 ストライクラプター（戦闘爆撃機）-計画のみ
- ノースロップ・グラマンB-21 レイダー（爆撃機）-開発中

### 日本
- 三菱F-2（支援戦闘機）

### ロシア
- Su-34（戦闘爆撃機）
- PAK DA（爆撃機）

### 中国
- H-20（爆撃機）